# Centro de Treinamento Luis Campos
A Cidade Vozão - Centro de Treinamento Luís Campos, (anteriormente conhecido como Centro de Treinamento do Nordeste - CETEN), é atualmente o local onde abriga as categorias de base da equipe de futebol do Ceará Sporting Club. Sua construção foi concluída em 2009 e em 2014 foi adquirido pelo alvinegro cearense. Em 2019, o CT foi quitado pelo Ceará, custando um valor total de aproximadamente R$ 8,5 milhões.

## Estrutura
A Cidade Vozão ocupa uma área de oito hectares. Abriga um estádio com campo de medidas oficiais FIFA 72m x 105m e capacidade para 4.000 pessoas; três campos oficiais de treinamento, com 65m x 90m; bem como uma quadra society com medida oficial de 55m x 35m.
O CT possui um prédio com 1.600 m² de construção. Sua parte superior é composta de dois blocos de alojamento com 10 apartamentos cada, vaga para 160 atletas e banheiros coletivos. Possui também área de lazer com vídeo game, TV, computadores com internet e sala de jogos.
A parte inferior possui: hall de recepção; secretaria; academia completa com equipamentos de primeira geração e própria para atletas de futebol; sala de fisioterapia; fisiologia; farmácia e consultório; sala de projeção e palestra para 40 pessoas; sala de professores e coordenação; cozinha; refeitório com 40 lugares; piscina para trabalhos fisioterápicos com dimensões 8m x 12m; tanque de emersão para gelo; três vestiários; lavanderia e rouparia; churrasqueira e banhos.
- Área total do terreno 80.000 m²
- Área construída 1.600 m²
- 3 campos de futebol com medidas oficiais (1 em construção)
- 1 Campo Society
- 1 estádio com capacidade para 4.000 pessoas
- Alojamentos/Prédio (Capacidade de hospedagem para 160 atletas)
- Sala de Jogos e recreação
- Sala de leitura, TV e Internet
- Academia
- Auditório
- Sala ambulatorial de assistência médica
- Piscina e Sala de Fisioterapia
- Cozinha e refeitório
- Lavanderias, vestiários e armários

## Compra pelo Ceará
A aquisição do então CETEN pelo Ceará Sporting Club se iniciou, oficialmente, no dia 3 de junho de 2013, um dia após o aniversário de 99 anos do clube, com a assinatura do protocolo de intenção de compra. A solenidade de assinatura do protocolo aconteceu na sede do clube, tendo a presença do presidente do clube Evandro Leitão, o diretor de Patrimônio Aristeu Gurgel, o representante do Conselho Deliberativo José Ribamar, o proprietário do CT Ângelo Oliva, o representante da Secretaria de Esporte do Estado Julio Brizzi, o Secretário Especial da Copa do Mundo 2014 Ferruccio Feitosa e o Deputado Federal e Conselheiro André Figueiredo.
Após a assinatura do protocolo de intenção, as negociações para a efetivação da compra se estenderam por mais alguns meses. O anúncio oficial da aquisição ocorreu no dia 18 de janeiro de 2014, no Estádio Castelão, por Evandro Leitão e  Ângelo Oliva, minutos antes da estreia do time na Copa do Nordeste de Futebol de 2014.
Dias após a compra oficial, o clube anunciou o novo nome do lugar: Centro de Treinamento Luis Campos, uma homenagem a um "administrador, jornalista, advogado, político, sócio-proprietário, conselheiro, além de ser torcedor do Ceará Sporting Club". Também foi divulgado o apelido do CT: Cidade Vozão, após concurso realizado com torcedores alvinegros.
A solenidade de inauguração aconteceu no dia 22 de fevereiro de 2014.